# Sarcophaga suffusa
Sarcophaga suffusa är en tvåvingeart som beskrevs av Malloch 1928. Sarcophaga suffusa ingår i släktet Sarcophaga och familjen köttflugor.
Artens utbredningsområde är Kenya. Inga underarter finns listade i Catalogue of Life.